# نبرد قارص
نبرد قارص جنگی بود از سلسله جنگ‌های صفویان و عثمانی بین سال‌های ۱۵۳۲ و ۱۵۵۵ میلادی که در  ۲۷ اوت ۱۵۴۸ میلادی روی داد. در این نبرد شاه طهماسب، اسماعیل میرزا را با ۷۰۰۰ نفر به سوی استحکامات قارص فرستاد. در روز ۲۷ اوت ۱۵۴۸ میلادی سپاه شاهزاده اسماعیل میرزا با قوای عثمانی مواجه گردید. در این نبرد ارتش عثمانی نیمی از قوای خود را از دست داد. نزدیک به ۲۰۰۰ نفر از سپاهیان عثمانی که تعدادشان ۴۰۰۰ نفر بود، کشته شدند. همچنین ۵۰۰۰ کارگر نیز که برای تعمیر قارص آمده بودند همگی به قتل رسیدند. پس از جنگ عثمان چلپی از فرماندهان عثمانی را با ۶۰۰ نفر به خیمه اسماعیل میرزا آوردند، عثمان چلپی به یکی از قزلباشان به نام طویقون بیک قاجار حمله کرد، مابقی نظامیان ترک نیز به شاهزاده اسماعیل میرزا حمله کردند، اسماعیل میرزا دستور داد نظامیان را بکشند و فورا" فرمان وی به اجرا در آمد. بعد از آن اسماعیل میرزا دستور داد قلعه قارص را ویران کردند. در حمله‌های سلطان سلیمان به ایران، برخی امیران کرد با نیروهای عثمانی همکاری کردند. شاه تهماسب برای سرکوبی آنان، اسماعیل میرزا را به آنجا فرستاد. اسماعیل میرزا با غارت اموال کردها آنان را سرکوب کرد.

## تاریخ‌ها به هجری قمری
1. ↑  ۲۱ رجب ۹۵۵